# Konstitutionell praxis
Konstitutionell praxis eller konstitutionell sedvanerätt är ett begrepp för den typ av praxis eller sedvänja i tillämpningen av ett lands grundlagar och dess statsskick, som har utvecklats att utan att vara skriven lag, allmänt anses vara del av eller åtminstone jämställd med grundlagens skrivna bestämmelser.
Konstitutionell praxis utvecklas i de flesta länder, ibland genom formliga uppgörelser mellan de olika politiska partierna, ibland genom tysta överenskommelser, alternativt (framförallt i common law-länder) genom rättsliga avgöranden.
I Storbritannien bygger en stor del av statsskicket på konstitutionell praxis som aldrig har skrivits ned eller bara har formulerats i efterhand genom statsrättsliga eller statsvetenskapliga studier.